# الغیضه الخضرا
الغیضه الخضرا یک منطقهٔ مسکونی در یمن است که در استان حضرموت واقع شده‌است.